# François Antoine de Bruycker

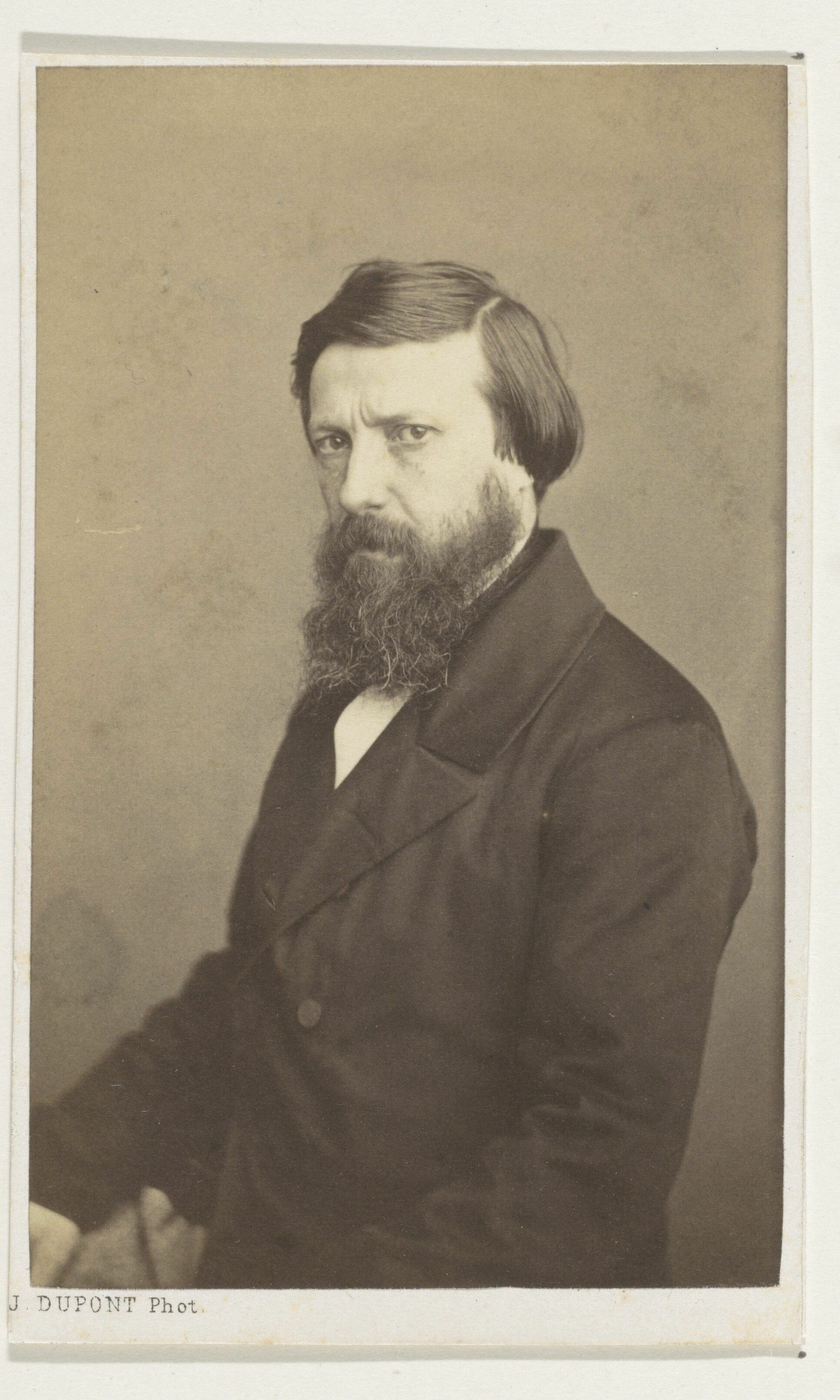
François Antoine de Bruycker

François Antoine de Bruycker (* 18. April 1816 in Gent; † 3. November 1882 in Antwerpen) war ein belgischer Genre- und Stilllebenmaler.
De Bruycker studierte an der Koninklijke Academie voor Schone Kunsten Gent und setzte sein Studium 1837 bei Ferdinand de Braekeleer dem Älteren in Antwerpen fort.
Nach dem Studium blieb er in Antwerpen als freischaffender Genre- und Stilllebenmaler tätig.

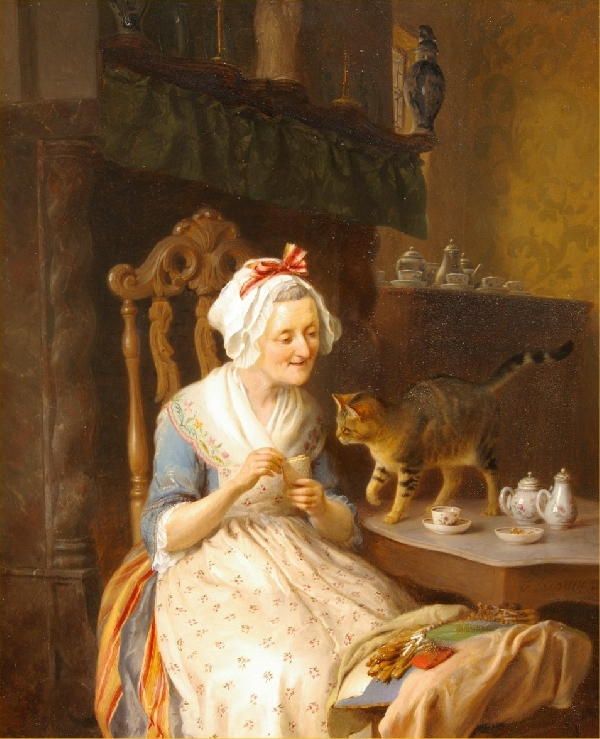
Alte Spitzenklöpplerin

Er gewann 1845 in Brüssel eine silbervergoldete Medaille für das Gemälde „Die Spitzenklöpplerin“. Von 1851 bis 1868 nahm er am Pariser Salon teil. Er trug zum Antwerpener Salon 1861 und 1864 bei. Er war auch auf der Weltausstellung Paris 1878 vertreten.
Sein Gemälde „Der Verdacht“ wurde 1842 vom König Wilhelm I. von Württemberg erworben. „Der alte Gärtner“ wurde 1857 von der Großherzogin von Sachsen-Weimar-Eisenach Maria Pawlowna eingekauft.